# Knihovna Strážnice
Městská knihovna při kulturním domě Strážničan ve Strážnici, příspěvková organizace. Služeb knihovny využívá přibližně 1000 čtenářů, kteří mají na výběr z asi 20 000 knihovních jednotek. Knihovna pořádá pravidelně přednášky a další kulturní akce. Knihovna patří pod kulturní dům Strážničan ve Strážnici a jejím zřizovatelem je město Strážnice.

## Historie městské knihovny ve Strážnici

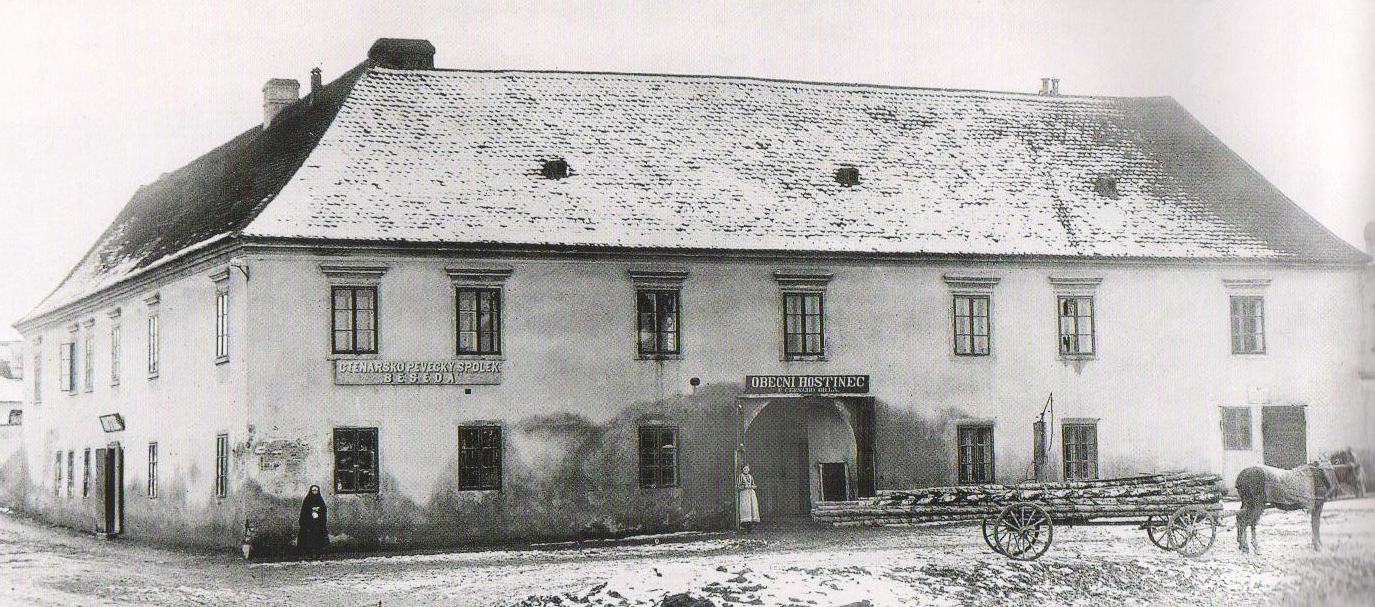
Čtenářsko-pěvecká beseda

Roku 1868 byla ve Strážnici založena Čtenářsko-pěvecká beseda, ale zápisy se zachovaly až od let osmdesátých. Knihovníci byli ze začátku dva, místní knihkupec a učitel. Půjčovalo se v místnosti Besedy (1. poschodí U Černého orla) a v roce 1890 bylo k dispozici 357 svazků. Ale knihovny měly také spolky Sokol, Národní jednota a Orel.

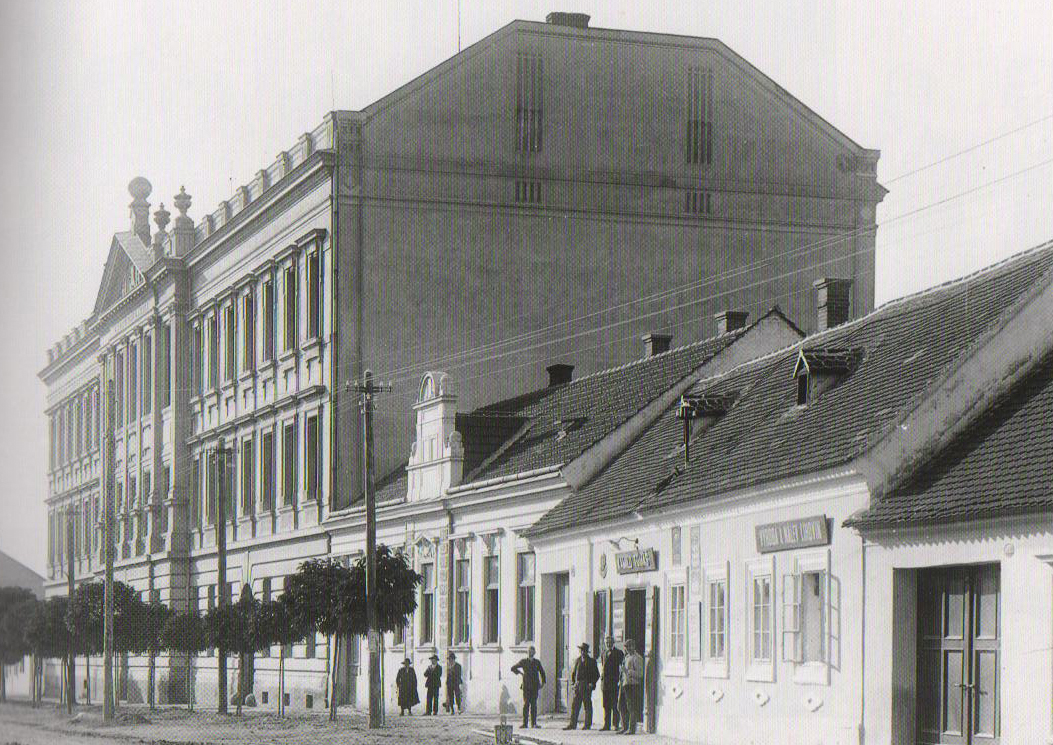
Gymnázium

Dne 29. června 1920 se městské zastupitelstvo usneslo, že bude zřízena obecní knihovna a čítárna, a bylo vyjednáno převzetí dosavadních knihoven ve městě. Knihovna začala pracovat v zimě roku 1921. V prvních letech byla knihovna umístěna v gymnáziu a od roku 1927 v obecním domě na náměstí (nyní činžovní dům). V jedné místnosti byla knihovna a ve druhé čítárna. Knihovníky byli učitelé nebo profesoři gymnázia. V letech 1926–1935 byl knihovníkem odborný učitel Josef Kresta, po něm následoval odborný učitel Jan Skácel. Koncem roku 1929 bylo v knihovně 1081 svazků.
V roce 1933 byla z úsporných důvodů zrušena čítárna.
Kolem roku 1948 byl ustanoven knihovníkem učitel Ladislav Hudeček, v knihovně bylo k dispozici 2887 svazků. Literatura politicky závadná a tzv. úniková byla vyřazena.
Od roku 1952 byl knihovníkem profesor Adolf Balcar. Knihovna byla umístěna v domě zrušeného notářství (později komunální služby). Byly vyřazeny další knihy a byla dokoupena politická literatura a sovětské knihy v originále. Profesor Balcar založil při knihovně „Gottwaldův koutek marxisticko–leninské literatury“, koutek pro zemědělce a koutek pro mládež. Koncem roku 1953 měla knihovna 3020 svazků.
V roce 1964 se knihy přestěhovaly a spolu s fondem závodní knihovny podniku Šohaj se začíná půjčovat ve Sdruženém závodním klubu (budova na náměstí Svobody, 1. poschodí). Zde byly využívány dvě místnosti, v jedné byly knihy pro mládež a v druhé pro dospělé čtenáře. Knihovníkem byl jmenován Pavel Ivančic, zaměstnanec Šohaje, který dříve vedl závodní knihovnu. Knihovna si vedla velmi dobře. V roce 1966 získala uznání Rady okresního národního výboru za účast v soutěži „Budujeme vzornou lidovou knihovnu“.
A v roce 1969 získala uznání Jihomoravského krajského národního výboru. Koncem roku 1969 nastoupila do knihovny paní Alena Vachková, která se zaměřila hlavně na dětské čtenáře, pořádala besedy jak v knihovně, tak i ve školách.

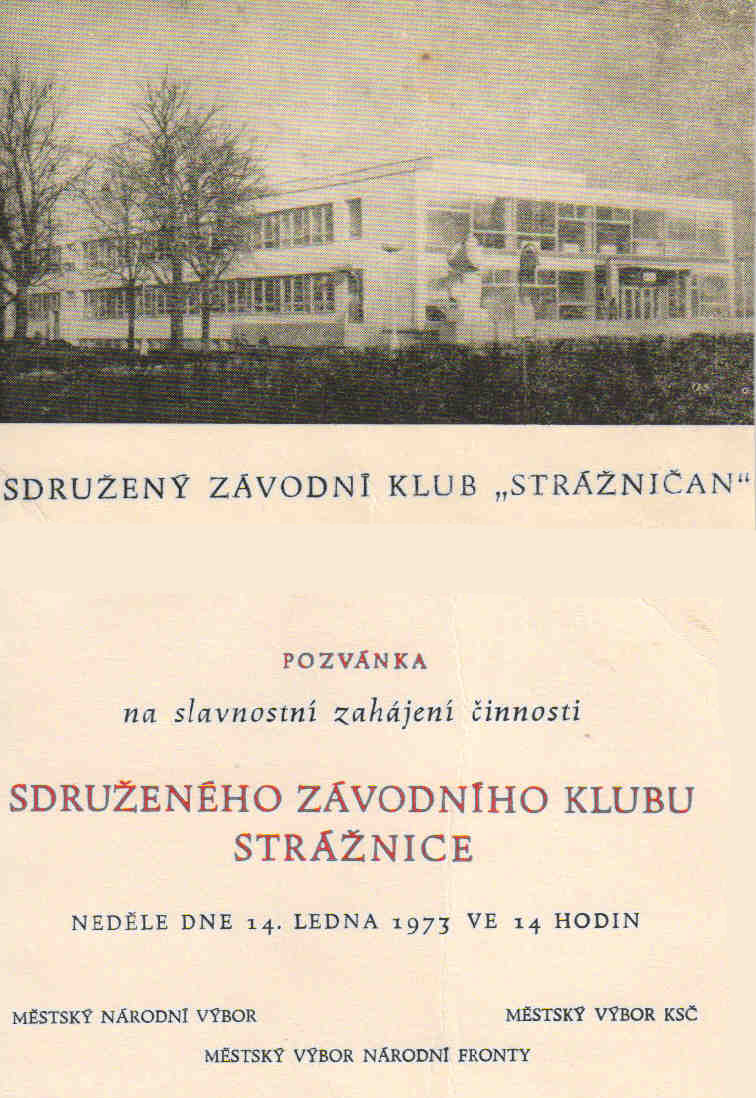
Kultruní dům Strážničan

Začátkem roku 1973 byla knihovna přestěhována do nových prostor ve Sdruženém závodním klubu Strážničan (1. poschodí KD Strážničan). V této době v knihovně působil pan Ivančic, paní Vachková a paní Holišová, kterou zakrátko nahradila paní Máčelová.
V roce 1973 bylo v knihovně již 14 859 svazků a docházelo sem 995 čtenářů.
V roce 1975 přišla do knihovny nová knihovnice paní Drahomíra Brablecová, která se po odchodu dlouholetého pracovníka pana Ivančice v roce 1979 ujala vedení knihovny. V roce 1979 nastoupila do knihovny další knihovnice, paní Helena Hynštová a v roce 1981 přišla do knihovny paní Hanka Somrová, která zde působí ještě v roce 2019.
Od ledna 2023 se knihovna nachází v náhradním prostoru (nám. 17. listopadu 1545) z důvodu rekonstrukce KD Strážničan.